# Римски мост (Дъбово)
Римският мост е местна забележителност в близост до селата Радунци и Дъбово, Мъглижко.
Представлява сводест римски мост над Дъбовската река.

## Местоположение
Мостът е построен в Дъбовския проход (Боаза) над планинската Дъбовска (Борущенска) река – приток на Тунджа. Намира се на 5 km от село Радунци и от село Дъбово, община Мъглиж.
До моста се стига по пътя от жп гара Дъбово към Радунци – Борущица, като на около 3 км от гарата вдясно има паркинг за 5 – 6 коли. В южния му край е подходът към реката и моста.

## История
Мостът е построен при управлението на император Траян (98 – 117 г.) и е част от стария римски път в прохода – разклонение от пътните артерии, свързващи от север на юг Никополис ад Иструм и построения в чест на императора римски град Августа Траяна (днешна Стара Загора). Римският път през Дъбовския проход минавал по билото на източния му вододел, като се спускал до Римския мост и, минавайки през Сечената скала, излизал от прохода при пътната станция в Розовата долина.

## Описание
Мостът е изграден от дялани камъни, в комбинация от каменна зидария, фугите на която са залети с прясно гасена гореща вар (хоросан). Мостът и пътят са застлани с калдъръм (ломен камък, запълнен добре с трамбована пръст между фугите).

## Статут
Мостът е обявен за народна старина с Държавен вестник (брой 221 от 28.12.1927 г.), а след 1944 г. – и за защитен природен обект.